# Blackout (píseň, Linkin Park)
„Blackout“ je propagační singl americké rockové skupiny Linkin Park. Je to devátá skladba z alba A Thousand Suns z roku 2010. Píseň napsala skupina a produkovali ji zpěvák Mike Shinoda a Rick Rubin.

## Styl písně
Navzdory absenci metalových prvků píseň obsahuje značné množství křiku (refrény se skládají výhradně z něj), což z ní činí jednu z nejhrubších písní na albu. Většinu písně zpívá Chester Bennington, ale ke konci písně se k němu připojuje Mike Shinoda.

## V kultuře
Poprvé píseň zahráli na koncertu v Austrálii. Byla opakovaně hrána během A Thousand Suns World Tour.
Píseň se objevila ve filmu Underworld: Probuzení. Rovněž je součástí soundtracku videoher Guitar Hero: Warriors of Rock a FIFA 11.

## Obsazení
- Chester Bennington – zpěv, perkuse
- Mike Shinoda – klávesy, zpěv, klavír, sampler
- Brad Delson – kytara, perkuse, syntezátor
- Dave Farrell – basová kytara, klávesy, doprovodné vokály
- Joe Hahn – gramofony, sampler, doprovodné vokály, programování
- Rob Bourdon – bicí, perkuse